# Лоє (Пшасниський повіт)
Лоє (пол. Łoje) — село в Польщі, у гміні Кшиновлоґа-Мала Пшасниського повіту Мазовецького воєводства.
Населення — 50 осіб (2011).
У 1975-1998 роках село належало до Остроленцького воєводства.

## Демографія
Демографічна структура станом на 31 березня 2011 року:
|          | Загалом | Допрацездатний вік | Працездатний вік | Постпрацездатний вік |
| -------- | ------- | ------------------ | ---------------- | -------------------- |
| Чоловіки | 26      | 6                  | 16               | 4                    |
| Жінки    | 24      | 4                  | 12               | 8                    |
| Разом    | 50      | 10                 | 28               | 12                   |